# 天秤宮
天秤宮是占星术黃道十二宮之第七宮，黃經從180°到210°，因天文學原對應的星座是天秤座，太陽節氣從秋分至霜降前，約為每年9/23~10/23，故秋分點又稱為天秤宮第一點。，所以得名，但由於歲差，現已移到處女座。天秤宮的附庸星（也門占星學）為土星，代表圍繞著土星的土星環。而在密宗占星學中，天秤宮的神秘守護星為天王星，層次守護星為土星（在也門占星學中屬於歸附）。

## 符號及象徵

天秤座的天文符号

天秤宮的符號為♎，代表均衡，亦是日落之形；守護星為代表和諧的金星，亦代表人的盤骨及成年時期（前期），特別與婚姻和人際關係有關，代表色為淡紫色。土星是天秤宮的擢升守護星（與也門占星學的附庸星相同）。
天秤宮與雙子宮及寶瓶宮都屬於占星學中依照亞里士多德時期認為構成宇宙的四元素說的四分類法中的氣象星座，意象為秋天拂人的和風；是占星學中三分類法，本位（又稱主導）、固定、變動中的本位星座；是占星學中二分類法，陽、陰中的陽性星座。

### 符號編碼
天秤宮符號編碼記載於雜項符號。
- U+264E ♎ LIBRA